# NGC 7781
NGC 7781 (другие обозначения — PGC 72785, MCG 1-60-47, ZWG 407.72) — галактика в созвездии Рыбы.
Этот объект входит в число перечисленных в оригинальной редакции «Нового общего каталога».